# Baramini
Baramini är en ort i Burkina Faso.   Den ligger i provinsen Bazega Province och regionen Centre-Sud, i den centrala delen av landet, 40 kilometer söder om huvudstaden Ouagadougou. Baramini ligger 336 meter över havet och antalet invånare är 877.
Terrängen runt Baramini är platt. Närmaste större samhälle är Tuili, 18,2 kilometer öster om Baramini.
Omgivningarna runt Baramini är en mosaik av jordbruksmark och naturlig växtlighet. Runt Baramini är det ganska tätbefolkat, med 72 invånare per kvadratkilometer.